# For Sentimental Reasons
For Sentimental Reasons est une chanson d'Abner Silver, Al Sherman et Edward Heyman, publiée pour la première fois le 18 octobre 1936. 
Elle est enregistrée par Tommy Dorsey et son orchestre avec la voix  de Jack Leonard, ainsi que par Mildred Bailey et son orchestre.